# 沮姓
沮姓，漢族姓氏，音jǔ。目前屬於非常稀有的姓氏之一。

## 延伸阅读
[在维基数据编辑]
 《欽定古今圖書集成·明倫彙編·氏族典·沮姓部》，出自陈梦雷《古今圖書集成》